# Nyctiphanes simplex
Nyctiphanes simplex är en kräftdjursart som beskrevs av Hansen 1911. Nyctiphanes simplex ingår i släktet Nyctiphanes och familjen lysräkor. Inga underarter finns listade i Catalogue of Life.